# Luis Pompilio Páez
Luis Pompilio Páez Castellano (Medellín, 18 dicembre 1959) è un allenatore di calcio ed ex calciatore colombiano, dal 2015 vice allenatore della Nazionale messicana.

## Carriera
Dal 2015 è il vice del CT Juan Carlos Osorio per la Nazionale messicana ma nel 2017, vista la squalifica comminata allo stesso Osorio durante la Confederations Cup, ha guidato la Selezione alla Gold Cup, perdendo in semifinale.